# 県庁前駅 (沖縄県)

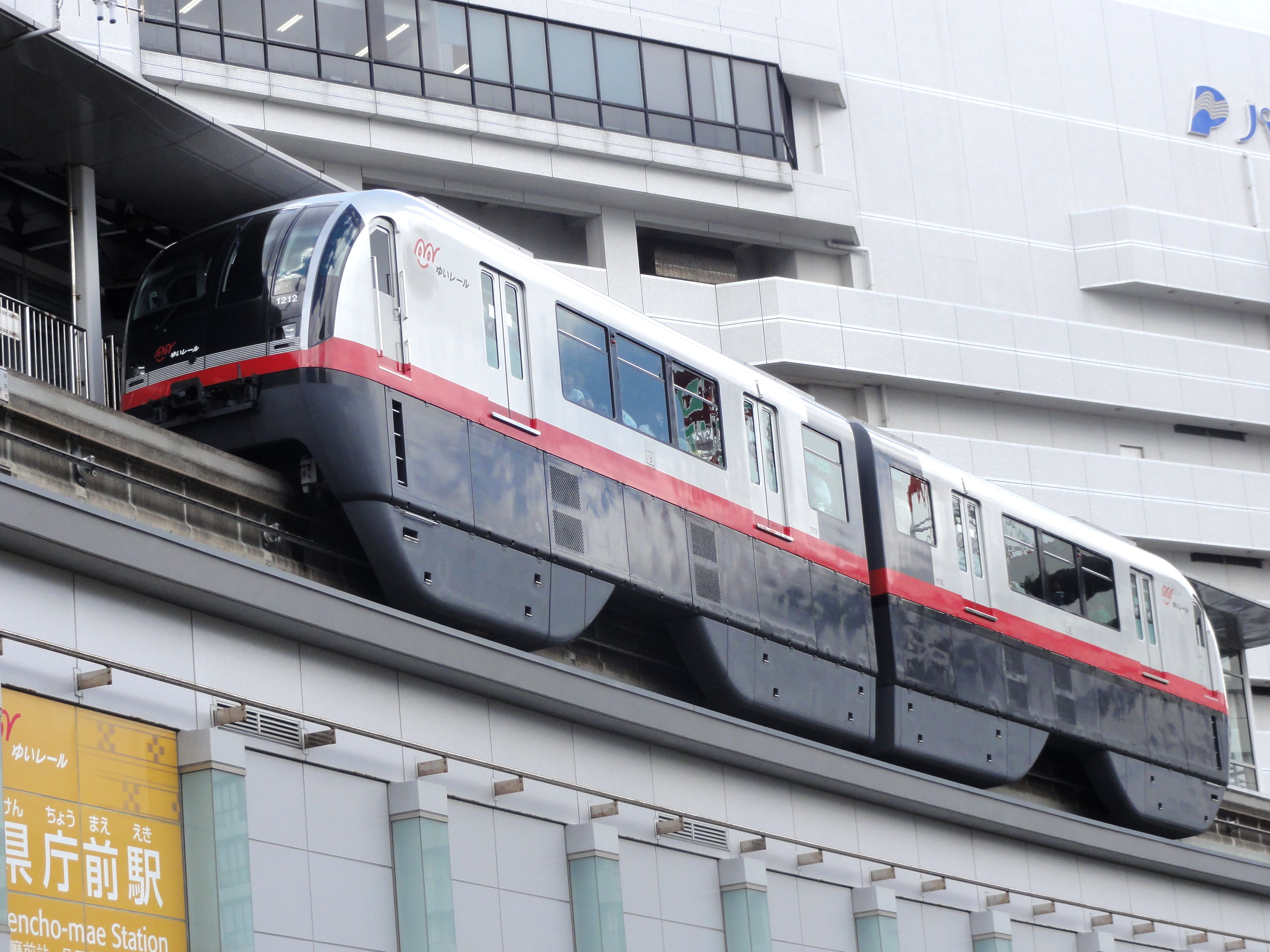
県庁前に停車中の沖縄都市モノレール線車両（2012年8月）

県庁前駅（けんちょうまええき）は、沖縄県那覇市久茂地一丁目にある、沖縄都市モノレール線（ゆいレール）の駅である。駅番号は7。
沖縄県庁および那覇市役所の最寄り駅である。計画当時の仮称は「御成橋駅（おなりばしえき）」であった。

## 歴史
- 2003年（平成15年）8月10日：那覇空港駅 - 首里駅間開業と同時に開業[2][3]。
- 2014年（平成26年）10月20日：ICカード「OKICA」の利用が可能となる[4][5]。
- 2020年（令和2年）3月10日：ICカード「Suica」の利用が可能となる[6][7][8]。
- 2023年（令和5年）3月28日：自動改札機が3通路から4通路となる[9]。

## 駅構造
島式ホーム1面2線を有する高架駅である。エスカレータ・エレベーターの設備がある。パレットくもじに直結している。

### のりば
| 番線 | 路線                  | 方向 | 行先           |
| ---- | --------------------- | ---- | -------------- |
| 1    | ■沖縄都市モノレール線 | 下り | てだこ浦西方面 |
| 2    | ■沖縄都市モノレール線 | 上り | 那覇空港方面   |

### 駅設備
- 定期券発売所
- コインロッカー
- ATM - 改札内
- 外貨両替機 - 改札内
- 公衆電話 - 改札外
- 自動販売機（飲料）
- トイレ - 改札内。

## 利用状況
2022年度の1日平均乗車人員は5,632人である。
開業後の1日平均乗降人員および乗車人員の推移は下記の通り。
| 年度               | 1日平均 乗降人員 | 1日平均 乗車人員 | 出典     |
| ------------------ | ---------------- | ---------------- | -------- |
| 2003年（平成15年） | 9,533            | 4,559            | [ * 1 ]  |
| 2004年（平成16年） | 9,479            | 4,449            | [ * 2 ]  |
| 2005年（平成17年） | 10,159           | 4,788            | [ * 3 ]  |
| 2006年（平成18年） | 10,212           | 4,868            | [ * 4 ]  |
| 2007年（平成19年） | 10,322           | 4,916            | [ * 5 ]  |
| 2008年（平成20年） | 10,212           | 4,837            | [ * 6 ]  |
| 2009年（平成21年） | 9,430            | 4,564            | [ * 7 ]  |
| 2010年（平成22年） | 9,128            | 4,439            | [ * 8 ]  |
| 2011年（平成23年） | 9,164            | 4,466            | [ * 9 ]  |
| 2012年（平成24年） | 9,733            | 4,751            | [ * 10 ] |
| 2013年（平成25年） | 10,586           | 5,205            | [ * 11 ] |
| 2014年（平成26年） | 10,968           | 5,349            | [ * 12 ] |
| 2015年（平成27年） | 12,067           | 5,822            | [ * 13 ] |
| 2016年（平成28年） | 13,360           | 6,442            | [ * 14 ] |
| 2017年（平成29年） | 13,871           | 6,680            | [ * 15 ] |
| 2018年（平成30年） |                  | 7,001            | [ * 16 ] |
| 2019年（令和元年） | 14,242           | 6,813            |          |
| 2020年（令和02年） | 7,841            | 3,764            |          |
| 2021年（令和03年） |                  | 3,996            |          |
| 2022年（令和04年） |                  | 5,632            |          |

## 駅周辺

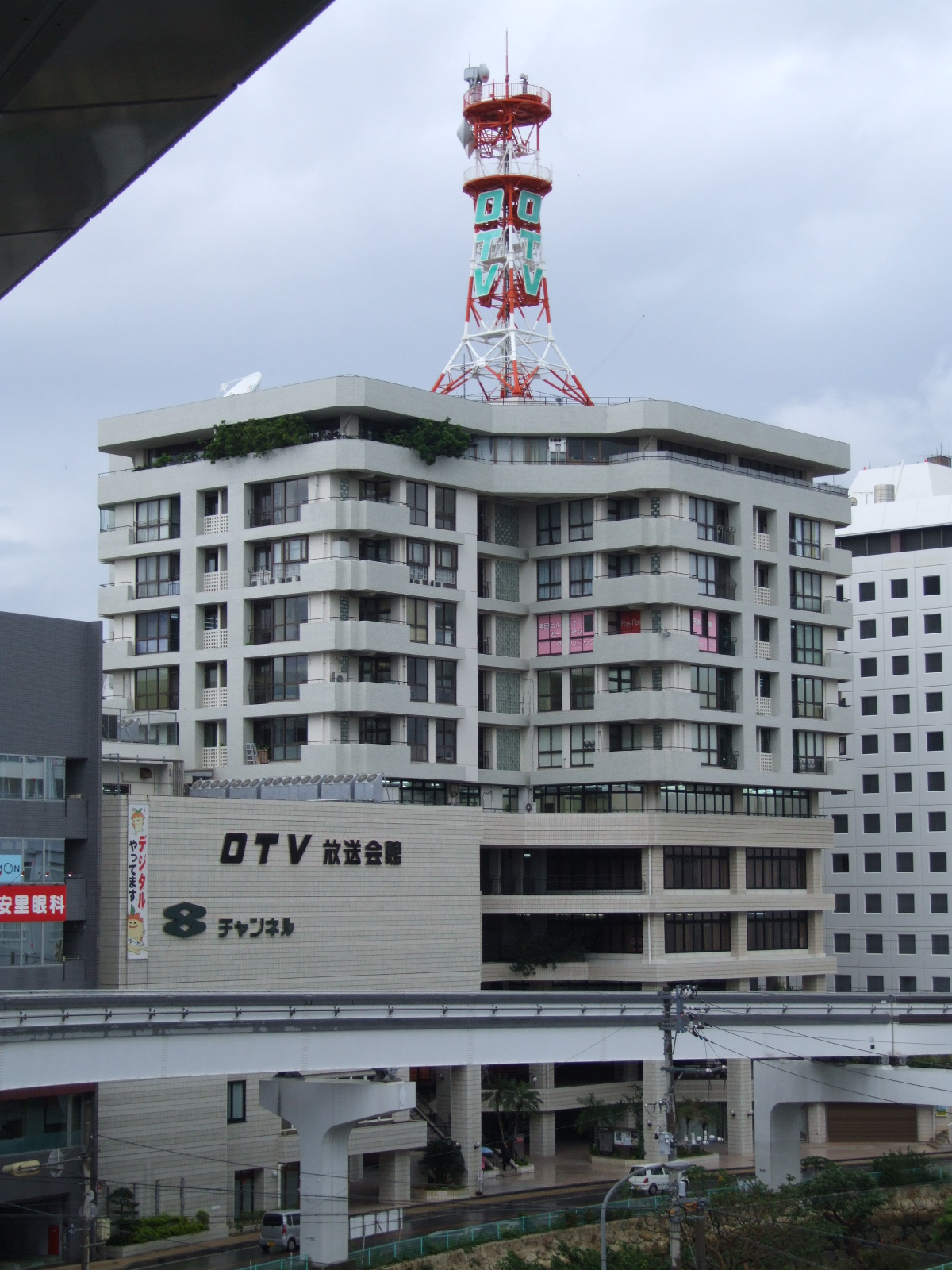
沖縄テレビ放送本社

沖縄県庁・那覇市役所の最寄り駅であり、沖縄県・那覇市の経済・行政の中心地である。駅の南側約80 mにある県庁北口交差点から東進すると国際通りに入る。
- 沖縄県庁舎
- 県庁前県民広場
- 那覇市役所
- 沖縄県警察本部
- 那覇市立開南小学校
- 沖縄県立那覇商業高等学校
- みずほ銀行那覇支店
- 沖縄銀行本店
- コザ信用金庫 那覇支店
- 美栄橋郵便局（ゆうちょ銀行那覇支店併設）
- 沖縄セルラー電話本社
- パレットくもじ（デパートリウボウ）- 駅直結
- わしたショップ本店
- シネマパレット
- 国際通り
- 福州園
- 沖縄テレビ放送本社
- 琉球放送・琉球朝日放送
- 沖縄タイムス本社
- 琉球新報本社
- 国道58号
- 沖縄県道39号線（国際通り）
- 沖縄県道42号線

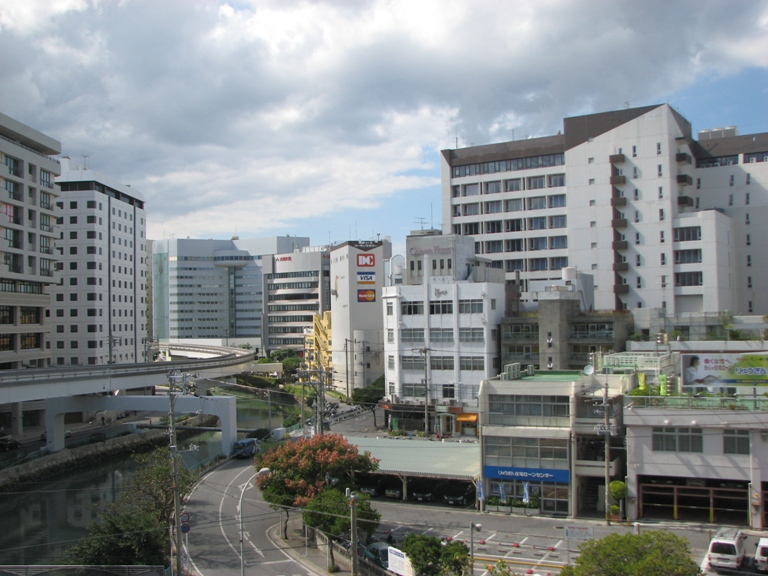
県庁前駅北西の久茂地1丁目地域
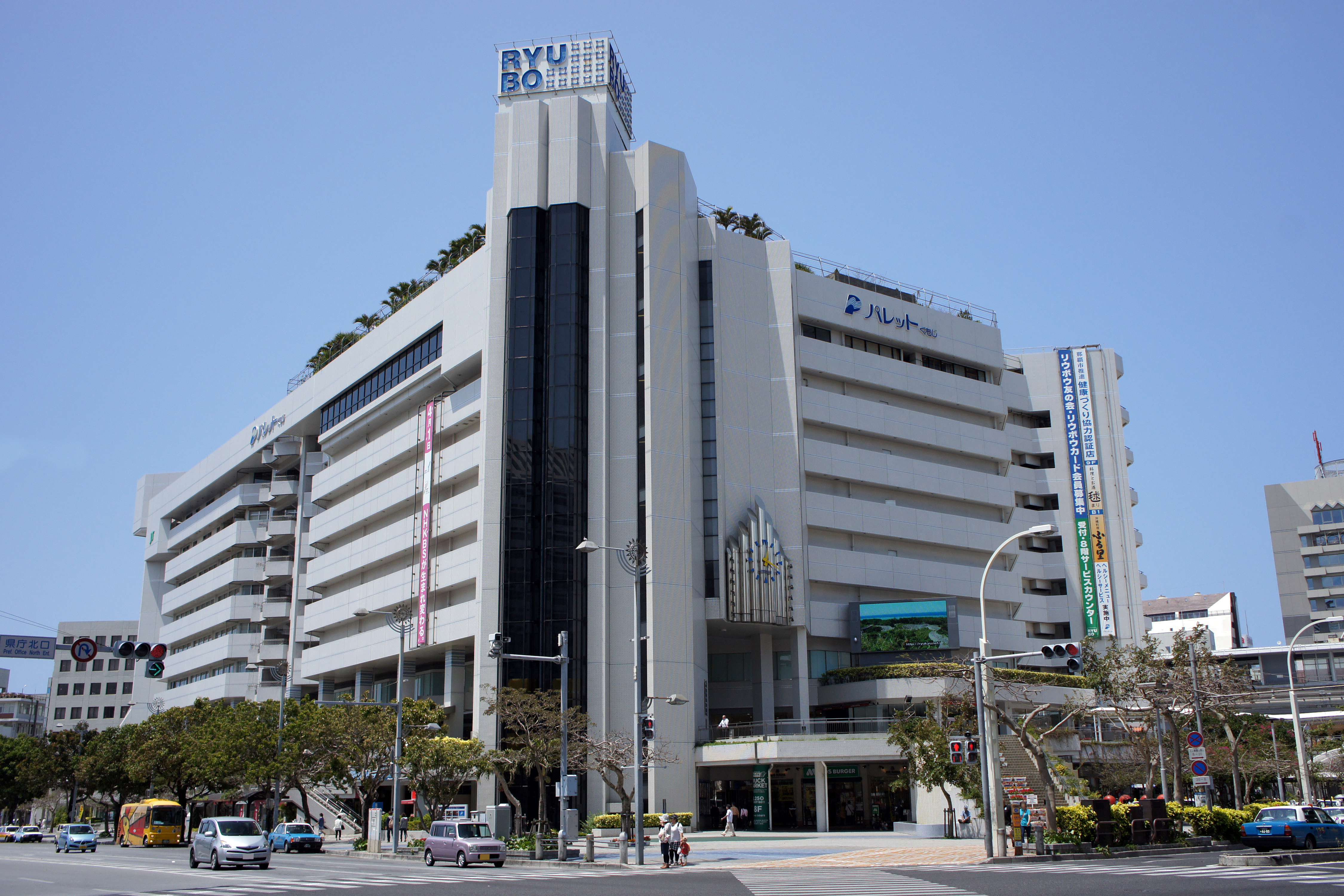
パレットくもじ

## バス路線
パレットくもじ前（国道58号方面行きのみ）
- 1番・首里牧志線　（那覇バス）
- 2番・識名開南線　（那覇バス）
- 5番・識名牧志線　（那覇バス）
- 9番・小禄石嶺線　（那覇バス）
- 11番・安岡宇栄原線　（那覇バス）
- 14番・牧志開南循環線　（那覇バス）
- 15番・寒川線　（那覇バス）
- 45番・与根線　（那覇バス）

国際通り入口（乗車：パレットくもじ前、降車：沖銀本店前とそれぞれ同位置）
- ウミカジライナー、ハーレーエクスプレス　（東京バス） ハーレーエクスプレスは到着のみ

沖銀本店前（国際通り方面行きのみ）
- 1番・首里牧志線　（那覇バス）
- 5番・識名牧志線　（那覇バス）
- 9番・小禄石嶺線　（那覇バス）
- 14番・牧志開南循環線　（那覇バス）
- 15番・寒川線　（那覇バス）

県庁北口
- 4番・新川おもろまち線　（那覇バス）
- 6番・那覇おもろまち線　（那覇バス）那覇バスターミナル方面行きのみ
- 7番・首里城下町（久茂地）線　（沖縄バス）
- 10番・牧志新都心線　（那覇バス）
- 12番・国場線　（那覇バス）那覇バスターミナル方面行きのみ
- 14番・牧志開南循環線　（那覇バス）那覇バスターミナル方面行きのみ
- 20番・名護西線　（琉球バス交通・沖縄バス）
- 21番・新都心具志川線　（琉球バス交通）
- 23番・具志川線　（琉球バス交通）
- 25番・普天間空港線　（那覇バス）
- 26番・宜野湾空港線　（琉球バス交通）
- 27番・屋慶名（大謝名）線　（琉球バス交通・沖縄バス）
- 28番・読谷（楚辺）線　（琉球バス交通・沖縄バス）
- 29番・読谷（喜名）線　（琉球バス交通・沖縄バス）
- 30番・泡瀬東線　（東陽バス）
- 32番・コンベンションセンター線　（沖縄バス）
- 43番・北谷線　（沖縄バス）
- 47番・てだこ線　（沖縄バス）
- 52番・与勝線　（沖縄バス）
- 50番・百名（東風平）線　（琉球バス交通）国道58号方面行きのみ
- 56番・浦添線　（琉球バス交通）
- 63番・謝苅線　（琉球バス交通）
- 77番・名護東（辺野古）線　（沖縄バス）
- 80番・与那城線　（沖縄バス）
- 87番・赤嶺てだこ線　（沖縄バス）
- 88番・宜野湾線　（琉球バス交通）
- 90番・知花（バイパス）線　（琉球バス交通）
- 92番・那覇〜イオンモール線　（沖縄バス）
- 97番・琉大（首里）線　（那覇バス）
- 98番・琉大（バイパス）線　（琉球バス交通）
- 99番・天久新都心線　（琉球バス交通）
- 101番・平和台安謝線　（那覇バス）
- 110番・長田具志川線　（琉球バス交通）
- 120番・名護西空港線　（琉球バス交通・沖縄バス）
- 200番・糸満おもろまち線　（沖縄バス）
- 235番・志多伯おもろまち線　（沖縄バス）
- 256番・浦添てだこ線　（琉球バス交通）
- 309番・大里結の街線　（沖縄バス）
- 333番・那覇西原（末吉）線　（那覇バス）
- 334番・国立劇場おきなわ線　（沖縄バス）
- 339番・南城結の街線　（沖縄バス）
- 346番・那覇西原（鳥堀）線　（那覇バス）
- 385番・サンエーパルコシティ線　（沖縄バス）
- 888番・やんばる急行バス　空港線
- 沖縄エアポートシャトル - 恩納・名護・本部方面乗車のみ
- 北谷ライナー（カリー観光） - 北谷方面乗車のみ
- 美ら海ライナー（カリー観光） - 名護・本部方面乗車のみ
- 瀬長島ライナー（カリー観光）
- ジャングリア エクスプレス・直行ジャングリア沖縄

県庁南口
- 4番・新川おもろまち線　（那覇バス）
- 6番・那覇おもろまち線　（那覇バス）
- 12番・国場線　（那覇バス）
- 17番・石嶺（開南）線　（那覇バス）
- 31番・泡瀬西線　（東陽バス）
- 34番・東風平線　（沖縄バス）
- 35番・志多伯線　（沖縄バス）
- 37番・那覇新開線　（東陽バス）
- 38番・志喜屋線　（東陽バス）
- 39番・南城線　（沖縄バス）
- 40番・大里線　（沖縄バス）
- 41番・つきしろの街線　（沖縄バス）
- 50番・百名（東風平）線　（琉球バス交通）
- 51番・百名（船越）線　（琉球バス交通）
- 54番・前川線　（琉球バス交通）
- 55番・牧港線　（琉球バス交通）
- 83番・玉泉洞線　（琉球バス交通）
- 89番・糸満（高良）線　（琉球バス交通・沖縄バス）
- 101番・平和台安謝線　（那覇バス）
- 112番・国体道路線　（琉球バス交通）
- 338番・斎場御嶽線　（東陽バス）
- 446番・那覇糸満線　（沖縄バス）

県庁前
- 2番・識名開南線　（那覇バス）
- 6番・那覇おもろまち線　（那覇バス）
- 11番・安岡宇栄原線　（那覇バス）
- 12番・国場線　（那覇バス）
- 14番・牧志開南循環線　（那覇バス）
- 45番・与根線　（那覇バス）
- 101番・平和台安謝線　（那覇バス）

久茂地公民館前バス停（27・30・52・77・385番以外は国際通りトランジットモール実施時のみ通過）
- 4番・新川おもろまち線　（那覇バス）
- 14番・牧志開南循環線　（那覇バス）
- 27番・屋慶名（大謝名）線　（沖縄バス）美栄橋駅前経由のみ
- 30番・泡瀬東線　（東陽バス）
- 52番・与勝線　（沖縄バス）美栄橋駅前経由のみ
- 77番・名護東（辺野古）線　（沖縄バス）美栄橋駅前経由のみ
- 234番・東風平おもろまち線　（沖縄バス）
- 333番・那覇西原（末吉）線　（那覇バス）
- 346番・那覇西原（鳥堀）線　（那覇バス）
- 385番・サンエーパルコシティ線　（沖縄バス）美栄橋駅前経由のみ

国際通りのトランジットモール（毎週日曜日：12時 - 18時）実施中に開南経由に変更になる路線は、全て県庁前に停車する。また、通常は那覇バスターミナルから県庁前交差点を右折、または久茂地交差点から県庁前交差点を直進して県庁前に停車する路線は県庁北口・沖銀本店前に停車しないが、トランジットモールで開南経由に変更になる路線のみは迂回中でもこれらのバス停に停車する。

## その他
- 駅進入時の車内チャイムは、沖縄民謡の「てぃんさぐぬ花」を編曲したもの[17]。
- 開業当時の1日乗車券の券面の写真は当駅付近を撮影したものである。ただし、沖縄銀行の屋上に設置された看板や國場ビルの屋上看板にある「國場組」「日本航空」の文字やロゴ等は消されていた。後にゆいレールのイメージイラストを経て現在はQRコードつきの通常の切符のレイアウトに準じたものになっている。

## 隣の駅
沖縄都市モノレール
■沖縄都市モノレール線（ゆいレール）
旭橋駅 (6)- 県庁前駅 (7) - 美栄橋駅 (8)

### 記事本文

### 利用状況
1. ↑  沖縄県統計年鑑 - 沖縄県
2. ↑  那覇市統計書 - 那覇市

那覇市統計書
1. ↑  第44回那覇市統計書（平成16年版） (PDF)  - 167ページ
2. ↑  第45回那覇市統計書（平成17年版） (PDF)  - 167ページ
3. ↑  第46回那覇市統計書（平成18年版） (PDF)  - 169ページ
4. ↑  第47回那覇市統計書（平成19年版） (PDF)  - 169ページ
5. ↑  第48回那覇市統計書（平成20年版） (PDF)  - 169ページ
6. ↑  第49回那覇市統計書（平成21年版） (PDF)  - 169ページ
7. ↑  第50回那覇市統計書（平成22年版） (PDF)  - 169ページ
8. ↑  第51回那覇市統計書（平成23年版） (PDF)  - 167ページ
9. ↑  第52回那覇市統計書（平成24年版） (PDF)  - 167ページ
10. ↑  第53回那覇市統計書（平成25年版） (PDF)  - 167ページ
11. ↑  第54回那覇市統計書（平成26年版） (PDF)  - 165ページ
12. ↑  第55回那覇市統計書（平成27年版） (PDF)  - 165ページ
13. ↑  第56回那覇市統計書（平成28年版） (PDF)  - 165ページ
14. ↑  第57回那覇市統計書（平成29年版） (PDF)  - 165ページ
15. ↑  第58回那覇市統計書（平成30年版） (PDF)  - 165ページ
16. ↑  第59回那覇市統計書（令和元年版） (PDF)  - 165ページ